# Фіхтенберг (Вюртемберг)
Фіхтенберг (нім. Fichtenberg) — громада в Німеччині, знаходиться в землі Баден-Вюртемберг. Підпорядковується адміністративному округу Штутгарт. Входить до складу району Швебіш-Галль.
Площа — 24,19 км2. Населення становить 2991 ос. (станом на 31 грудня 2020).